# Doddsia occidentalis
Doddsia occidentalis är en bäcksländeart som först beskrevs av Banks 1900.  Doddsia occidentalis ingår i släktet Doddsia och familjen vingbandbäcksländor. Inga underarter finns listade i Catalogue of Life.